# Liste des consommateurs
Liste des consommateurs (Lista consumatori) est un parti politique italien mineur rallié à l’Union.